# Sagartia
Sagartia is een geslacht van zeeanemonen uit de klasse van de Anthozoa (bloemdieren).

## Soorten
- Sagartia alba (Cocks in Johnston, 1847)
- Sagartia albovirdis Kirk & Stuckey, 1909
- Sagartia capensis Pax, 1922
- Sagartia carcinophila Verrill, 1869
- Sagartia catalinensis McPeak, 1968
- Sagartia crispata Verrill, 1869
- Sagartia hastata Wright, 1859
- Sagartia ichthystoma Gosse, 1858
- Sagartia lessonii Verrill, 1869
- Sagartia minima Pax, 1922
- Sagartia napensis (Stimpson, 1856)
- Sagartia nigropunctata (Stimpson, 1856)
- Sagartia nymphaea (Drayton in Dana, 1846)
- Sagartia ornata (Holdsworth, 1855) = Kleine slibanemoon
- Sagartia problematica Pax, 1922
- Sagartia rhododactylos (Grube, 1840)
- Sagartia rockalliensis Carlgren, 1924
- Sagartia rubroalba (Quoy & Gaimard, 1833)
- Sagartia sobolescens Gravier, 1918
- Sagartia sociabilis Gravier, 1918
- Sagartia splendens Danielssen, 1890

Niet geaccepteerde soorten:
- Sagartia elegans (Dalyell, 1848) → Cylista elegans (Dalyell, 1848)
- Sagartia troglodytes (Price in Johnston, 1847) → Cylista troglodytes (Price in Johnston, 1847)